# Рангат
Рангат — один из пяти административных районов Андаманских округов Индии, часть индийской союзной территории Андаманских и Никобарских островов.
Этот район, локально известный как техсил, примерно эквивалентен стране, по своим административным полномочиям. Располагается на острове Средний Андаман, архипелага Большой Андаман Андаманских островов.
Рангат находится в 210 километрах от Порт-Блэра и в 70 километрах к югу от города Маябундер. Население Рангата, согласно переписи Индии 2001 года, составляет 38 824 человека и состоит, в основном, из бенгальцев и тамильцев.